# عبدالله الحسینی
عبدالله الحسینی (انگلیسی: Abdullah Al-Hussini؛ زادهٔ ۱۹۴۲) تیرانداز اهل عمان است. وی در بازی‌های المپیک تابستانی ۱۹۸۴ شرکت کرده‌است.